# CCS (musikgrupp)
CCS (eg. Collective Consciousness Society) var en brittisk musikgrupp bildad 1970, känd för sin stora brass-sektion. Medlemmar i gruppen var Peter Thorup (sång), Alexis Korner (sång, gitarr), Ray Warleigh (flöjt), Harry Beckett, Henry Lowther, Kenny Wheeler och Les Condon (trumpet), Johnnie Watson och Don Lusher (trombon), Ronnie Ross och Danny Moss (saxofon), Herbie Flowers och Spike Heatley (basgitarr), Barry Morgan och Tony Carr (trummor), samt Bill Le Sage (övrigt slagverk). Alla medlemmar var inte med samtidigt på alla inspelningar. 
CCS hade tre hits i Storbritannien, "Whole Lotta Love" (Led Zeppelin-cover), "Tap Turns On the Water" och "Walking". Alla tre låg även på svenska Tio i topp år 1971. År 1973 gick de åter in på  Tio i topp med "Sixteen Tons". 1974 var "Hurricane Coming" i Heta Högen i Tio i topps efterföljare Poporama. De släppte tre studioalbum som alla kännetecknades av bleckblåsarrangemang.

## Medlemmar
- John Cameron – piano, låtskrivare, musikarrangör, dirigent
- Mickie Most - musikproducent
- Alexis Korner – sång, gitarr
- Peter Thorup – sång, gitarr

Andra medlemmar
- Alan Parker – gitarr
- Spike Heatley, Herbie Flowers – basgitarr
- Barry Morgan, Tony Carr – trummor
- Bill Le Sage, Jim Lawless – slagverk
- Bob Efford, Danny Moss, Harold McNair, Ron Ross, Tony Coe, Pete King – träblåsinstrument
- Greg Bowen, Harold Beckett, Henry Lowther, Kenny Wheeler, Les Condon, Tony Fisher – trumpet
- Don Lusher, John Marshall, Brain Perrin, Bill Geldard – trombon
- Neil Sanders – horn

## Diskografi
Album
- CCS (1970) (också känd som Whole Lotta Love)
- CCS (1972) (också känd som CCS II)
- The Best Band In the Land (1973)
- The Best of CCS (1977) (samlingsalbum)

EP
- 2 + 2 Vol. 19 (1977)

Singlar
- "Boom Boom" / "Whole Lotta Love" (1970)
- "Tap Turns On The Water" / "Save The World" (1971)
- "Walking" / "Salome" (1971)
- "Sixteen Tons" / "This Is My Life" (1972)
- "Brother" / "Mister, What You Can't Have I Can Get" (1972)
- "The Band Played The Boogie" / "Hang It On Me" (1973)
- "Hurricane Coming" / "Dragster" (1974)
- "Brother" / "Primitive Love" (1977)